# Lambda Gruis
Lambda Gruis (27 Gruis) é uma estrela na direção da constelação de Grus. Possui uma ascensão reta de 22h 06m 06.90s e uma declinação de −39° 32′ 35.0″. Sua magnitude aparente é igual a 4.47. Considerando sua distância de 247 anos-luz em relação à Terra, sua magnitude absoluta é igual a 0.07. Pertence à classe espectral M0III.